# Rolanda Demčenko
Rolanda Demčenko (ur. 5 lutego 1988) – litewska lekkoatletka, tyczkarka.
Złota medalistka mistrzostw Litwy. Reprezentantka kraju w zawodach pucharu Europy.

## Rekordy życiowe
- Skok o tyczce – 3,91 (2012) były rekord Litwy